# 龍頭山神社
龍頭山神社（日语：りゅうとうさんじんじゃ）是从江戸時代到朝鲜日治时期坐落在朝鮮慶尚南道釜山府（今韩国釜山广域市）的一座神社。社格为国幣小社。
祭神是天照大神・国魂大神・大物主神（金毘羅神）・住吉三神（表筒男命・中筒男命・底筒男命）。

## 歴史
朝鮮与对马藩的外交窗口釜山，把日本人居住区称为「倭館」。倭館1679年（延宝7年）转移到龍頭山、創建龍頭山神社。为了祈祷通商船的安全、供奉航海之神金毘羅神。
日韓併合後的1915年（大正6年）7月10日日本法律正式确认其为神社、1936年（昭和11年）8月1日、京畿道京城府把京城神社和龍頭山神社列为国幣小社。
1945年第二次世界大战日本战败后该神社遭破坏。遗迹在龍頭山一带的龍頭山公園。